# Изабелла Наваррская (виконтесса де Роган)
Изабелла д’Альбре Наваррская (Изабель; 1512—1555) — дочь Жана III д’Альбре и Екатерины де Фуа, сестры и наследницы короля Наварры Франциска Феба. Брат Изабеллы Генрих II, как наследник, взошёл на трон Наварры в 1517 году; он был дедом короля Наварры Генриха III (король Франции под именем Генрих IV).
Изабелла вышла замуж за Рене I де Рогана. У них было пятеро детей:
- Франсуаза де Роган, супруга Франсуа Лесфелля, сеньора де Гюэбриан
- Людовик де Роган
- Анри I де Роган, 19-й виконт де Роган
- Жан де Роган
- Рене II де Роган, 20-й виконт де Роган.